# Maxiong Shan
Maxiong Shan är ett berg i Kina. Det ligger i provinsen Yunnan, i den sydvästra delen av landet, omkring 150 kilometer nordost om provinshuvudstaden Kunming. Toppen på Maxiong Shan är 2 425 meter över havet, eller 214 meter över den omgivande terrängen. Bredden vid basen är 4,4 km.
Runt Maxiong Shan är det ganska tätbefolkat, med 155 invånare per kvadratkilometer. Närmaste större samhälle är Chengfangqiao, 18,5 km sydväst om Maxiong Shan. Trakten runt Maxiong Shan består till största delen av jordbruksmark.
Genomsnittlig årsnederbörd är 1 055 millimeter. Den regnigaste månaden är juni, med i genomsnitt 238 mm nederbörd, och den torraste är januari, med 11 mm nederbörd.